# Dough Boy (jogo eletrônico)
Doughboy (ダウ・ボーイ, Dauboi) é um jogo eletrônico para Commodore 64 de Ken Coates lançado na América do Norte em 1984. Uma porta direta para o Famicom foi lançada no Japão em 1985, com a ortografia alterada para Dough Boy.
Doughboy é um apelido dado aos soldados americanos durante a Primeira Guerra Mundial, porque eles muitas vezes corriam para a batalha enquanto usavam pó branco sobre eles; Isso se originou na Guerra Mexicano-Americana de 1848, quando eles tiveram que marchar pelos desertos do norte do México.

## Resumo
A ideia geral do jogo é que o jogador deve resgatar um prisioneiro de guerra de um campo de prisioneiros de guerra.
Os jogadores podem morrer sendo atingidos por tiros, caindo na água (por afogamento), sendo explodidos por uma mina terrestre e atropelados por um tanque. Os jogadores estão em posse de metralhadora e podem usar dinamite como forma de atacar os inimigos. Um limite estrito de 24 horas (cinco minutos em tempo real) é usado para manter o ritmo do jogo relativamente rápido.Depois que cada rodada é concluída, o tempo é retirado do relógio para tornar as coisas mais difíceis.
Minas terrestres, trincheiras e arame farpado semelhantes aos usados na Primeira Guerra Mundial podem ser vistos em todos os níveis. As forças navais do inimigo são introduzidas no jogo na segunda etapa, juntamente com pontes para ir de ilha a ilha, enquanto tanques começam a aparecer na terceira e quarta etapas do jogo. As torres de vigia e os quartéis inimigos fazem sua primeira aparição no quinto estágio. As chaves são necessárias para completar um nível e podem ser encontradas em qualquer parte do jogo; de bombas explodidas para quartéis inimigos.

## Música
A música de fundo da Fase 2 é a canção folclórica americana When Johnny Comes Marching Home. Durante o final do estágio 5, a música de fundo é The Star-Spangled Banner; que é o hino nacional americano.